# Catherine Jourdan
Pour les articles homonymes, voir Jourdan.
Catherine Paule Mignon, dite Catherine Jourdan, née le 12 octobre 1945 à Azay-le-Rideau (Indre-et-Loire) et morte le 18 février 2011 à Paris, est une actrice française.

## Biographie
Après avoir passé sa jeunesse à Azay-le-Rideau, Catherine Jourdan arrive à Paris comme mannequin. Elle commence sa formation de comédienne avec Yves Furet, et débute au cinéma, dans de petits rôles auprès d'Alain Delon, dans Le Samouraï (1967) et La Motocyclette (1968). Alain Robbe-Grillet lui offre le rôle principal dans L'Eden et après en 1970. Elle rencontre son plus grand succès avec son rôle de Nina, dans Le Petit Matin de Jean-Gabriel Albicocco.
Dans les années 1970, elle joue des rôles comiques, comme la reine dans Les Quatre Charlots mousquetaires et Les Charlots en folie, mais aussi dans un registre plus dramatique avec Le Mariage à la mode de Michel Mardore en 1974, puis dans les années 1980 dans le film érotique Aphrodite (1982) avec Valérie Kaprisky. Elle est l'actrice principale de plusieurs films d'Alain Fleischer : Les Rendez-vous en forêt, Dehors-dedans, Zoo zéro, L'Aventure générale. En 1986, elle tourne L'Araignée de satin de Jacques Baratier, puis sa carrière cinématographique s'arrête, en 1989, avec le court-métrage La Nuit des toiles de son compagnon Alain Fleischer.
Catherine Jourdan meurt le 18 février 2011, à 65 ans, d'une embolie pulmonaire.
Elle est incinérée au crématorium du cimetière du Père-Lachaise, et ses cendres sont remises à la famille.

## Filmographie
- 1961 : Du côté d'Hemingway (documentaire télévisé) : voix
- 1967 : Le Samouraï de Jean-Pierre Melville : la fille du vestiaire
- 1968 : La Motocyclette (Girl on a Motorcycle) de Jack Cardiff : Catherine
- 1968 : Vivre la nuit de Marcel Camus : Nora
- 1969 : La Contestation (Amore e rabbia / Vangelo 70) ; segment L'Amore de Jean-Luc Godard
- 1969 : Un merveilleux parfum d'oseille de Rinaldo Bassi : Marianne
- 1969 : La Légende de Bas-de-Cuir (Die Lederstrumpferzählungen) (téléfilm)
- 1970 : L'Éden et après d'Alain Robbe-Grillet : Violette
- 1971 : N. a pris les dés... d'Alain Robbe-Grillet
- 1971 : Le Petit Matin de Jean-Gabriel Albicocco : Nina
- 1972 : Les Rendez-vous en forêt d'Alain Fleischer : Svea
- 1973 : Le Mariage à la mode de Michel Mardore
- 1974 : Les Quatre Charlots mousquetaires : la reine
- 1974 : À nous quatre, Cardinal ! : la reine
- 1975 : Dehors-dedans d'Alain Fleischer : la jeune femme
- 1976 : Blondy de Sergio Gobbi : Blondie
- 1976 : De Grey de Claude Chabrol d'après Henry James : Margaret Aldis
- 1978 : Guerres civiles en France : voix (segment Premier empire) de Joël Farges
- 1979 : Zoo zéro d'Alain Fleischer : Éva, la chanteuse
- 1982 : Aphrodite de Robert Fuest : Valerie
- 1982 : Pourvoir de Patrice Énard
- 1984 : L'Aventure générale d'Alain Fleischer
- 1984 : Le Diable et la Dame, ou l'itinéraire de la haine (El diablo y la dama) d'Ariel Zuniga
- 1986 : L'Araignée de satin de Jacques Baratier: Solange, la prof de danse
- 1989 : La Nuit des toiles d'Alain Fleischer (court-métrage)